# Copa BBVA-Colsanitas 2010
Copa Sony Ericsson Colsanitas 2010 — жіночий тенісний турнір, що проходив на кортах з ґрунтовим покриттям. Це був 13-й турнір Copa Colsanitas Santander. Належав до турнірів International в рамках Туру WTA 2010. Відбувся в Club Campestre El Rancho у Боготі (Колумбія), з 15 до 21 лютого 2010 року. Маріана дуке-Маріньйо здобула титул в одиночному розряді.

## Учасниці основної сітки в одиночному розряді

### Сіяні
| Країна    | Гравчиня              | Рейтинг1 | Сіяна |
| --------- | --------------------- | -------- | ----- |
| Аргентина | Хісела Дулко          | 35       | 1     |
| Іспанія   | Карла Суарес Наварро  | 42       | 2     |
| Італія    | Сара Еррані           | 45       | 3     |
| Словенія  | Полона Герцог         | 63       | 4     |
| Німеччина | Анджелік Кербер       | 85       | 5     |
| Чехія     | Сандра Заглавова      | 86       | 6     |
| Чехія     | Клара Закопалова      | 90       | 7     |
| Іспанія   | Аранча Парра Сантонха | 93       | 8     |

- 1 Рейтинг станом на 8 лютого 2010 року.

### Інші учасниці
Нижче наведено учасниць, які отримали вайлд-кард на участь в основній сітці:
- Б'янка Ботто
- Каталіна Кастаньйо
- Паула Сабала

Нижче наведено гравчинь, які пробились в основну сітку через стадію кваліфікації:
- Христина Антонійчук
- Грета Арн
- Корінна Дентоні
- Лаура Поус-Тіо

## Учасниці основної сітки в парному розряді

### Сіяні пари
| Країна    | Гравчиня             | Країна  | Гравчиня              | Рейтинг1 | Сіяна |
| --------- | -------------------- | ------- | --------------------- | -------- | ----- |
| Україна   | Марія Коритцева      | Канада  | Марі-Ев Пеллетьє      | 124      | 1     |
| Аргентина | Хісела Дулко         | Румунія | Едіна Галловіц        | 128      | 2     |
| Іспанія   | Лурдес Домінгес Ліно | Іспанія | Аранча Парра Сантонха | 186      | 3     |
| Канада    | Шерон Фічмен         | США     | Машона Вашінгтон      | 198      | 4     |

- 1 Рейтинг станом на 8 лютого 2010 року.

### Інші учасниці
Нижче наведено пари, які отримали вайлдкард на участь в основній сітці:
- Б'янка Ботто /  Маріана дуке-Маріньйо
- Мартіна Франтова /  Карен Рамірес Рівера

## Переможниці та фіналістки

### Одиночний розряд
Маріана Дуке-Маріньйо —  Анджелік Кербер 6–4, 6–3
- Для Дуке-Маріньйо це був перший титул за кар'єру.

### Парний розряд
Хісела Дулко /  Едіна Галловіц —  Ольга Савчук /  Анастасія Єкімова 6–2, 7–6(8–6)